# Чарлс „Шашави” Патошик
Чарлс „Шашави” Патошик (енгл. Charles "Haywire" Patoshik) је измишљени лик из америчке ТВ серије Бекство из затвора. Његов лик тумачи Сајлас Вир Мичел, а у серији се први пут појављује у трећој епизоди.
Пре одласка у затвор, Патошик је био истакнути математичар који је радио на истраживањима у вези са фракталима, геометријским дијаграмима и сл. Током интензивног извучавања, први пут је осетио симптоме менталног поремећаја. Недуго затим, и упркос дотадашњем ненасилном понашању, Патошик је ушао у спаваћу собу својих родитеља и убио их на спавању.
Чарлс тврди да се не сећа тренутка када је починио злочин и није могао да наведе своје мотиве за то. По доласку у затвор, примљен је на психијатријско одељење, где је добио надимак „Шашави”. После четири године интензивног лечења и надгледања, његови доктори су приметили довољан бољитак да му дозволе премештај на неко друго одељење.
Патошик има неуроанатомску лезију која изазива несаницу, као и дијагностиковане шизофрене нападе са биполарним тендецијама. Лекове који третирају поремећај добија свакодневно.